# Flaga Genui
Flaga Genui (posługiwały się nią Republika Genui istniejąca od XI do XVIII wieku i miasto Genua – do dziś) to krzyż świętego Jerzego identyczny jaki posiada flaga Anglii – czerwony krzyż na białym tle. 
Anglia i City of London zaadaptowały flagę Genui w roku 1190, by móc korzystać z tych samych przywilejów, jakimi cieszyła się potężna wówczas genueńska flota handlowa.